# Mark Demesmaeker
Mark Demesmaeker (Halle, 12 de setembre de 1958) és un polític flamenc del partit Nieuw-Vlaamse Alliantie. Va ser escollit com a diputat del Parlament Flamenc el 2004 i va ser reelegit el 2009. El 2013 Demesmaeker va abandonar el Parlament per reemplaçar com a eurodiputat Frieda Brepoels, que havia estat nomenada alcaldessa de Bilzen. Va ser elegit directament el 2014 per mantenir aquest càrrec. El 2006 va ser escollit regidor a l'Ajuntament de Halle. El 2012 va ser reelegit amb més vots, però es va formar una coalició sense el seu partit. Anteriorment, havia estat mestre i presentador televisiu de VRT i VTM.